# Wappen von Bremen
Die Wappen von Bremen (auch Das Wappen von Bremen oder Wapen van Bremen) war eine Fregatte der Freien Reichsstadt Bremen, die im späten 17. Jahrhundert und frühen 18. Jahrhundert als Konvoischiff zum Schutz Bremer und neutraler Handelsschiffe vor Piraterie vor allem auf der Seeroute nach England eingesetzt wurde.

## Die Anschaffung
Nachdem der Bremer Rat im 15. bis 17. Jahrhundert immer wieder kleinere Schiffe oder Tonnenbojer zum Schutz der Gewässer der Weser und der Wesermündung eingesetzt hatte, wurde mit Beginn des Pfälzischen Erbfolgekriegs (1688–1697) die Ausrüstung von größeren hochseetauglichen Konvoischiffen notwendig, da der Seehandel in der Nordsee von französischen Kriegs- und Kaperschiffen bedroht wurde. Bereits 1689 hatten deshalb die Elterleute des Kaufmanns ein von Bremer Kaufleuten privat finanziertes Konvoischiff, die Fregatte Goldener Löwe, ausgerüstet und auf der England-Route eingesetzt. Es zeigte sich jedoch schnell, dass dieses Schiff zu klein war, um den Handel auf dieser wichtigen Strecke dauerhaft zu sichern. Die Kaufmannschaft bat deshalb den Rat, ein größeres und besser bewaffnetes Schiff für diesen Zweck abzustellen. Am 17. Dezember 1690 beschloss der Rat daraufhin, dass „nur ein, jedoch tüchtiges und zur defension capables Schiff ehistens erkauffet und angeschaffet“ werden solle. Anfang 1691 wurde sodann auf Kosten der Konvoikasse mit der Wappen von Bremen ein stärkeres Konvoischiff angeschafft und ausgerüstet.

## Das Schiff
Die Wappen von Bremen war ein dreimastiges Schiff vom Typ Fregatte, vergleichbar mit dem kurbrandenburgischen Konvoischiff Friedrich Wilhelm zu Pferde. Das Konvoischiff wurde 1689 in Bremen gebaut und hatte eine Abmessung von zirka 34 Metern Länge und 9 Metern Breite. Neben den großen Rahsegeln verfügte es über Blinde (kleine Zusatzsegel, die unter- und oberhalb des Bugspriet gesetzt werden konnten), über Leesegel (Segel, die seitlich an Verlängerungen der Rahen angebracht werden konnten, um die Segelfläche zu vergrößern) und über ein dreieckiges Lateinersegel das am hintersten Mast über dem Heck gesetzt werden konnte. Für seine neue Verwendung musste das 300 Lasten große Schiff im Frühjahr 1691 erst umgerüstet werden. Es konnte nun 52 Geschütze führen, 46 Kanonen und 6 Bassen. Die Besatzung zählt etwa 200 Mann.
Bewaffnet war die Wappen von Bremen mit 42 Kanonen, davon achtzehn 12-Pfünder, der Rest mit kleinerem Kaliber. Etwa 30 Geschütze waren auf dem Batterie- und Hauptdeck platziert, zwei in der Kapitänskajüte nach achtern zielend und die restlichen auf Poopdeck und Backdeck, letztere wohl teilweise nach vorne zielend. Das Schiff verfügte über drei Beiboote, darunter eine Schaluppe. Die Kapitänskajüte war mit vergoldeten Spiegeln, Stühlen mit Korduanlederbezug und Essgeschirr aus englischem Zinn dem Geschmack der Zeit entsprechend luxuriös ausgestattet. Als Schiff des Konvoiführers zierten das Heck nach Admiralsrecht drei Prunklaternen.

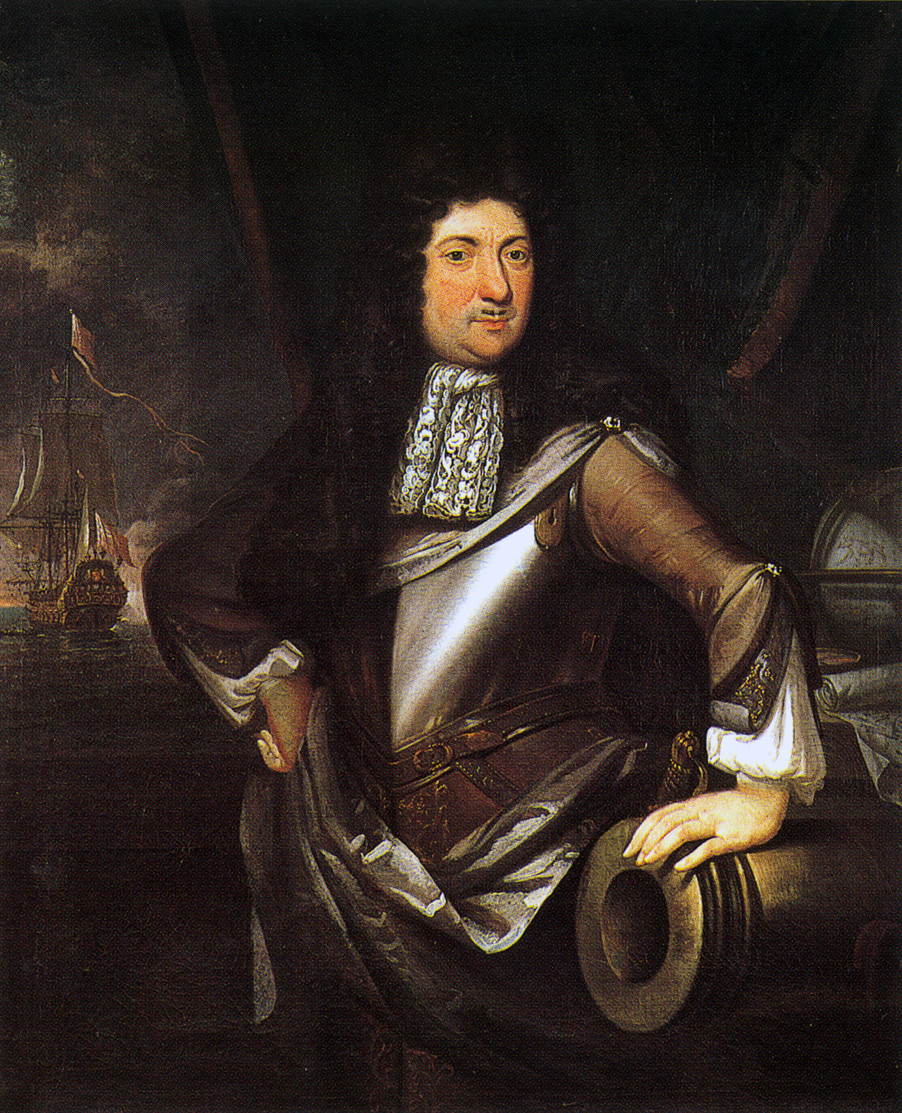
Jürgen Bake, Admiral der bremischen Kriegsflotte

Kapitän des Schiffs wurde der Holländer Jürgen Bake aus Amsterdam. Von der Besatzung mit 200 bis 250 Mann waren um die 50 gut bewaffnete Seesoldaten – so verzeichnet die Inventarliste der Wappen von Bremen aus dem Jahre 1698 einen Bestand von 42 Musketen, 46 Pistolen, 180 Handgranaten, sowie Entersäbel, Enterbeile und Hellebarden. Der Pulvervorrat wird mit 40 Fass angegeben.

## Der Einsatz
Über die Konvoifahrten der Wappen von Bremen im Einzelnen ist wenig bekannt. Gemäß Verfügung des Rates sollte das Schiff „hauptsächlich zur sicherheit der Engelschen negotien“ bestimmt sein und „zu keinem andern Zweck, wodurch jener einigermaßen verhindert oder troubliret werden kann, gebrauchet und employret werden“. Es wurde daher vor allem auf der Route des Englandhandels eingesetzt, die von der Weser nach London, Hull, Newcastle und weiter nach Schottland führte, bisweilen wohl aber auch zur Begleitung von Schiffen nach Amsterdam, Bergen oder in die Ostsee. Es wurde zudem festgesetzt, dass nur große Schiffe mit drei Masten unter den Schutz des Konvoi gestellt werden sollten, da man befürchtete, dass kleinere Schiffe den Konvoi aufhalten und so insgesamt gefährden könnten.
Einzelne Episoden sind vom Hörensagen des Zeitgenossen Peter Koster erhalten geblieben. Noch im Jahr 1691 fuhr er dreimal die Route Bremen–London ohne besondere Ereignisse. Im nächsten Jahr konnte er drei Prisen dem Kaperer Jean Bart abjagen. Auf der vierten Fahrt des Jahres gelang es ihm, vor Texel fünf französischen Kaperern im Sturm knapp zu entkommen. Insgesamt machte er in diesem Jahr fünf Fahrten. 1694 blockierten sieben französische Kaperer mit 16 bis 20 Kanonen bestückt den Konvoi in der Emsmündung bis Verstärkung aus Bremen eintraf. Im nächsten Jahr wurde er gezwungen auf der Ausfahrt nach England wieder zurück nach Bremen zu laufen. Ein Kaperer mit etwa 30 Geschützen wurde zwar noch abgewehrt aber als zwei weitere Kaperer eintrafen, wurde der Rückzug angetreten. Ein niederländischer Konvoi der zufällig vorbeikam, verjagte die Angreifer. Von diesem Zeitgenossen sind nur Reisen nach England überliefert.
Nach Ende des Pfälzischen Erbfolgekriegs wurde die Wappen von Bremen vom Rat außer Dienst gestellt und 1698 bei einer Versteigerung für 6.000 Taler an die Bremer Kaufleute Daniel Meinertzhagen, Conrad Grelle, Peter Löning, Friedrich Harloch und Genossen verkauft. Als wenige Jahre später mit dem Spanischen Erbfolgekrieg (1701–1714) wieder Gefahr für den Seehandel aufkam, stellte der Rat 1704 ein neues Konvoischiff in Dienst, genannt Roland von Bremen. Im gleichen Jahr rüsteten die Kaufleute, die die Wappen von Bremen erworben hatten, diese ebenfalls wieder zu einem Konvoischiff für eine Fahrt nach Cádiz, Málaga und Alicante auf. Für dieses Unternehmen wurde abermals Kapitän Bake mit dem Kommando des Schiffs beauftragt. Der Verbleib des Schiffs nach dessen Rückkehr aus dem Mittelmeer ist nicht bekannt.

## Bemerkungen
1. ↑  Das hier abgebildete Schiff führt am Heck das Bremer Wappen, da die dargestellte Person im ausgeblendeten Gemäldebereich Kapitän der Wappen von Bremen war, könnte dieses Schiff tatsächlich auch die Wappen sein. Es wäre aber auch denkbar, dass der Künstler lediglich ein Schiff dieser Größe mit dem Bremer Wappen darstellte, als Symbol für des Kapitäns Schiff.
2. ↑  Das hier abgebildete Schiff führt am Heck das Bremer Wappen, da die dargestellte Person im ausgeblendeten Gemäldebereich Kapitän der Wappen von Bremen war, könnte dieses Schiff tatsächlich auch die Wappen sein. Es wäre aber auch denkbar, dass der Künstler lediglich ein Schiff dieser Größe mit dem Bremer Wappen darstellte, als Symbol für des Kapitäns Schiff.
3. ↑  In Quellen und Sekundärliteratur werden einige der Konvoischiffe manchmal als Fregatten bezeichnet, auch wenn es sich bei den Schiffen um relativ große Zweidecker (das bedeutet zwei Geschützdecks) handelte. Sie waren aber keine Fregatten im neueren Sinne des ab Mitte des 18. Jahrhunderts eingeführten Typs leichterer, sehr seetüchtiger Kriegsschiffe mit nur einem Geschützdeck. Im 17. und in der ersten Hälfte des 18. Jahrhunderts wurde der Begriff "Fregatte" für eine ganze Anzahl verschiedener Schiffstypen benutzt, so dass viele Schiffe von sehr kleinen "Eindeckern" bis hin zu relativ großen "Zweideckern" so bezeichnet werden konnten.